# Li Zelu
Li Zelu (ur. 2001) – chińska zapaśniczka walcząca w stylu wolnym. 
Złota medalistka mistrzostw Azji w 2025 i piąta w 2024 roku.